# Lasioglossum antiochense
Lasioglossum antiochense là một loài Hymenoptera trong họ Halictidae. Loài này được McGinley mô tả khoa học năm 2003.